# Gordon Thomson
Gordon Thomson (ur. 3 marca 1945 w Ottawie) – kanadyjski aktor.
Odtwórca roli Adama Carringtona w operze mydlanej ABC Dynastia (1982–1989), za którą w 1988 był nominowany do Złotego Globu dla najlepszego aktora drugoplanowego w serialu, miniserialu lub filmie telewizyjnym i trzykrotnie zdobył nominację do nagrody tygodnika „Soap Opera Digest” jako wybitny czarny charakter w serialu najwyższego czasu antenowego (1986, 1988) i dla wybitnego aktora pierwszoplanowego najwyższego czasu antenowego (1989). Wystąpił w roli Masona Capwella w operze mydlanej NBC Santa Barbara (1990–1993), która wspólnie z Nancy Lee Grahn przyniosła mu nominację do nagrody tygodnika „Soap Opera Digest” dla znakomitej super pary.

## Życiorys

### Wczesne lata
Urodził się w Ottawie w Ontario jako drugie dziecko i młodszy syn kanadyjskiego inżyniera. Dorastał w Montrealu. Uczęszczał do Lower Canada College. Miał rozpocząć tradycyjną karierę architekta lub prawnika. Miał wysokie IQ 154 i zdobył stypendium w prywatnej szkole przygotowawczej, gdzie był w pierwszej dziesiątce w swojej klasie. W wieku 18 lat studiował anglistykę na McGill University w Montrealu. W tym samym czasie przeżył tragedię rodzinną; jego ojciec opuścił dom i w 1963 zginął podczas jazdy po pijanemu z dziewczyną. 

### Kariera
Po ukończeniu studiów z wyróżnieniem, pracował w ciągu dnia jako model do katalogów. Występował na scenie w Toronto w komedii Williama Shakespeare’a Stracone zachody miłości i musicalu Godspell (1972) w reż. Paula Shaffera w roli Jezusa Chrystusa z udziałem Gildy Radner, Martina Shorta, Eugene’a Levy’ego, Victora Garbera i Andrei Martin. Grał w Miesiącu na wsi Turgieniewa (1973) jako Aleksiej Bielajew, Chorym z urojenia Moliera (1974) jako Cleante, Straconych zachodach miłości jako Longaville, Życiu i śmierci króla Jana w roli Lewisa, a także A Bee in Her Bonnet (1979) w Manitoba Theatre Center w Winnipeg i Loot (1980) w Studio Arena Theatre w Buffalo.
Po występie w filmie krótkometrażowym Każdy nadchodzący dzień (Each Day That Comes, 1966) z Kate Reid, jego debiutem kinowym była rola Alana Evansa, który ucieka do Kanady, aby uniknąć poboru do wojska w dramacie kryminalnym kanadyjsko–amerykański Podmuch (Explosion, 1969) o tematyce wojny wietnamskiej u boku Dona Strouda. Prowadził kanadyjski program dla dzieci Taniec kropkowanych drzwi (Polka Dot Door, 1971). W telewizyjnym musicalu fantasy Jima Hensona Opowieść z Muppetami: Żabi książę (Tales from Muppetland: The Frog Prince, 1971) pojawił się jako sir Robin Odważny. W 1974 przeprowadził się do Nowego Jorku.
Był bohaterem brytyjsko-kanadyjskiej ekranizacji noweli romantycznej Harlequina Leopard na śniegu (Leopard in the Snow, 1978). O jego popularności zdecydowała rola Arystotelesa Benedicta–White’a w operze mydlanej ABC Ryan’s Hope (1981–1982). 
Od 27 października 1982 do 11 maja 1989 grał postać Adama Carringtona, pierworodnego syna bogatego nafciarza Blake’a (John Forsythe) i Alexis (Joan Collins), zdolnego do nieprawych czynów w operze mydlanej ABC Dynastia (Dynasty) i w trzech odcinkach spin-off Dynastia Colbych (The Colbys, 1985–1986). Od 1 listopada 1990 do 15 stycznia 1993 był trzecim aktorem (wcześniej Lane Davies i Terry Lester) wcielającym się w tę postać Masona Capwella w operze mydlanej NBC Santa Barbara. Od 11 maja 1998 do 31 grudnia 1999 występował w roli drugorzędnego artysty A.J. Deschanela w operze mydlanej NBC Sunset Beach. Karierę kontynuował w roli Prestona Regisa w internetowej operze mydlanej DeVanity (2012−2013) i jako Maxmillian Winterthorne, ojciec Mirandy w serii Winterthorne (2015). W melodramacie Passionflix Afterburn/Aftershock (2017), opartym na bestsellerowej powieści Sylvii Day według dziennika „The New York Times” zagrał Parkera Rutledge’a, bezwzględnego gracza w Waszyngtonie. Wcielił się w postać 96–letniego dziadka badacza Holokaustu w 18–minutowym filmie The Liberator (2022).
13 stycznia 2018 powrócił na scenę Highways Performance Space w Santa Monica jako Anthony Shaw w spektaklu Bloodbound.

## Życie prywatne
W latach 1967–1982 był żonaty z Maureen Fitzgerald. We wrześniu 2017 aktor ujawnił się jako gej.

## Filmografia

### Filmy fabularne
- 1969: Podmuch (Explosion) jako Alan Evans
- 1978: Leopard na śniegu (Leopard in the Snow) jako Michael Framley
- 1981: Intruz (The Intruder) jako artysta
- 1982: Miłość (Love) jako Tony (część pt. Miłość z placu rynkowego (Love From the Market Place)
- 1990: Adeus Roma (Arrivederci Roma) jako Gordon Thomson
- 1993: Candy the Stripper jako David
- 1995: Niecny proceder (The Donor) jako dr Jonathan Cross
- 1997: Aż po grób (Man of Her Dreams) jako Leo Carson
- 2006: Mała miss (Little Miss Sunshine) jako Larry Sugarman
- 2006: Posejdon (Poseidon) jako Jay

### Filmy TV
- 1998: Sunset Beach: Shockwave jako AJ Deschanel
- 1971: Opowieść z Muppetami: Żabi książę (Tales from Muppetland: The Frog Prince) jako sir Robin Odważny

### Seriale TV
- 1978: Wysokie nadzieje (High Hopes) jako Michael 'Mike' Stewart Jr.
- 1980: Mały włóczęga (The Littlest Hobo) jako Chester Montgomery
- 1981–1982: Ryan’s Hope jako Aristotle Benedict-White
- 1982-1989: Dynastia (Dynasty) jako Adam Alexander Carrington
- 1985: Świecące gify (Glitter)
- 1985: Poszukiwacz zagubionej miłości (Finder of Lost Loves) jako Jim Chasen
- 1983: Fantastyczna wyspa (Fantasy Island)
- 1985–1986: Dynastia Colbych (The Colbys) jako Adam Carrington
- 1988: Ulica prawna (Street Legal) jako Michael Barr
- 1989: Napisała: Morderstwo (Murder, She Wrote) jako Daniel McGuire
- 1989: Tajemniczy teatr (The Ray Bradbury Theater) jako Douglas
- 1989: E.N.G. jako David Foxman
- 1990: Napisała: Morderstwo (Murder, She Wrote) jako Kendall Stafford
- 1990–1993: Santa Barbara jako Mason Capwell
- 1993: Rodzinne pasje (Family Passions) jako Mathias Haller
- 1996: Jedwabne pończoszki (Silk Stalkings) jako Joel Bayliss
- 1996: Gorąca linia (Hot Line) jako Earl
- 1997: Żar młodości (The Young and the Restless) jako Patrick Baker
- 1997: Pomoc domowa (The Nanny) jako Randka Val
- 1997: Wysoka fala (High Tide) jako dr Paul Hughes
- 1997: Beverly Hills, 90210 jako pan Parish
- 1997: Słoneczny patrol (Baywatch) jako Hunter Rose
- 1998−1999: Sunset Beach jako Armando A.J. Deschanel
- 2000: Passions jako agent specjalny FBI Hal Freeman